# نادي رامونينسي
نادي رامونينسي هو نادي كرة قدم كوستاريكي من مدينة ألاخويلا تأسس عام 1953.